# Koraćevac
Koraćevac (en serbe cyrillique : Кораћевац) est un village de Serbie situé sur le territoire de la Ville de Leskovac, district de Jablanica. Au recensement de 2011, il comptait 172 habitants.

## Démographie
| 1948 | 1953 | 1961 | 1971 | 1981 | 1991 | 2002 | 2011 |
| ---- | ---- | ---- | ---- | ---- | ---- | ---- | ---- |
| 190  | 185  | 196  | 174  | 186  | 203  | 192  | 172  |

|  |